# Johnston (Rhode Island)
Pour les articles homonymes, voir Johnston.
Johnston est une ville américaine située dans le comté de Providence (Rhode Island). Fondée en 1636, la ville est incorporée en 1759.
Selon le recensement de 2010, Johnston compte 28 769 habitants. La municipalité s'étend sur 24,31 milles carrés (62,96 km2), dont 23,43 milles carrés (60,68 km2) de terres.

## Villages
- Graniteville
- Hughesdale
- Merino
- Morgan Mills
- Moswansicut Lake
- Simmonsville